# Statuia Lupa Capitolina din Turda
Statuia Lupa Capitolina din Turda este o copie în bronz a statuii de la Târgu-Mureș, realizată în anul 1992..

## Istoric
Statuia Lupa Capitolina de la Târgu-Mureș (confecționată în România în 1924, la cererea Primăriei din Târgu Mureș, o copie a statuii Lupoaicei din București, din 1906) a fost dusă în septembrie 1940 la Turda după Cedarea Ardealului de Nord la data de 30 august 1940 (spre a o feri de distrugeri) și amplasată într-un scuar la intersecția străzilor Nicolae Iorga și Andrei Mureșanu din cartierul Turda Nouă, unde a rămas până în anul 1991. La cererea Inspectoratului Județean de Cultură Mureș statuia a fost restituită în 1991 municipiului Târgu Mureș. Dar, de la Turda, statuia a fost dusă mai întâi la Combinatul Chimic Târnăveni, unde i s-a făcut o cosmetizare necesară, după zeci de ani de amplasare într-un mediu poluat (ciment, praf etc.). La montarea ei pe soclul din fața Palatului Administrativ din Târgu Mureș, la data de 30 noiembrie 1991, au ajutat și specialiști din Târnăveni (Victor Cristea, Virgil Zăhan ș.a.). Administrația municipiului Târgu-Mureș a consimțit, în schimb, să execute o copie care să rămână turdenilor. Această nouă copie a fost plasată inițial (în 1992) în Piața Republicii (pe locul unde în prezent se află statuia lui Avram Iancu), apoi, după completarea soclului, în Piața Romană (unde se află și acum). Această replică a statuii de la Târgu-Mureș a fost realizată în anul 1992, în atelierul Fondului Plastic din București. Statuii i s-a adăugat, la mutarea în Piața Romană, un nou soclu cu următoarea inscripție latină: „Alla citta di Turda-Potaissa, Roma madre, MCMXXI” ("Orașului Turda-Potaissa, Roma mamă, 1921").
Statuia este înscrisă pe lista monumentelor istorice din județul Cluj, elaborată de Ministerul Culturii și Patrimoniului Național din România în anul 2015 (cod LMI CJ-III-m-B-07825).

## Galerie de imagini

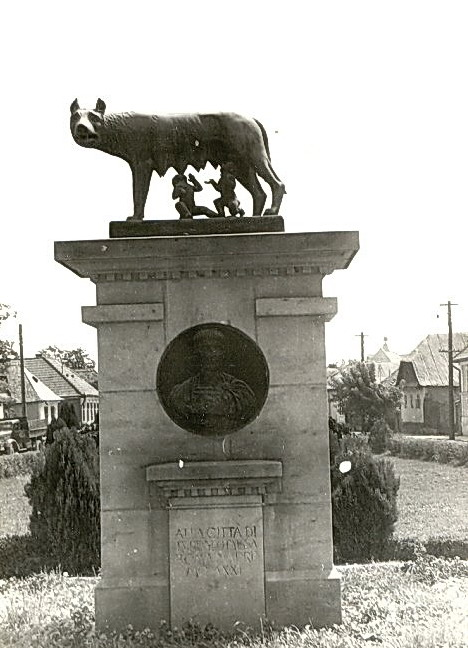
Lupa Capitolina pe scuarul din str. N.Iorga, cartierul Turda Nouă
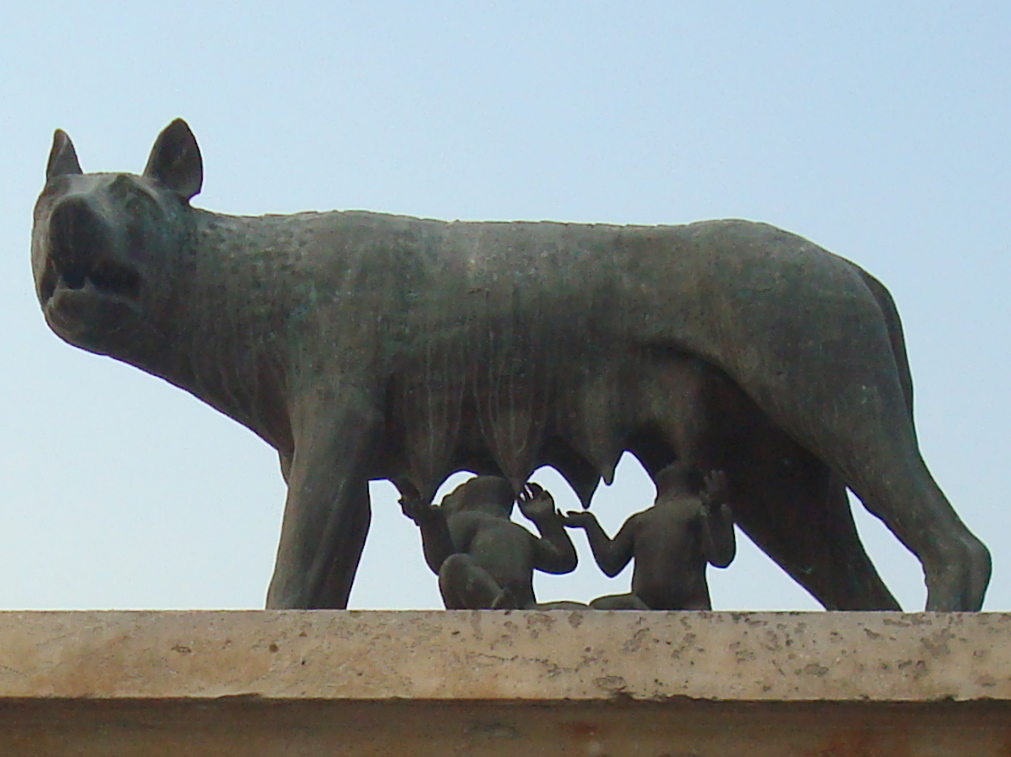
Lupa Capitolina (detaliu, Piaţa Romană)
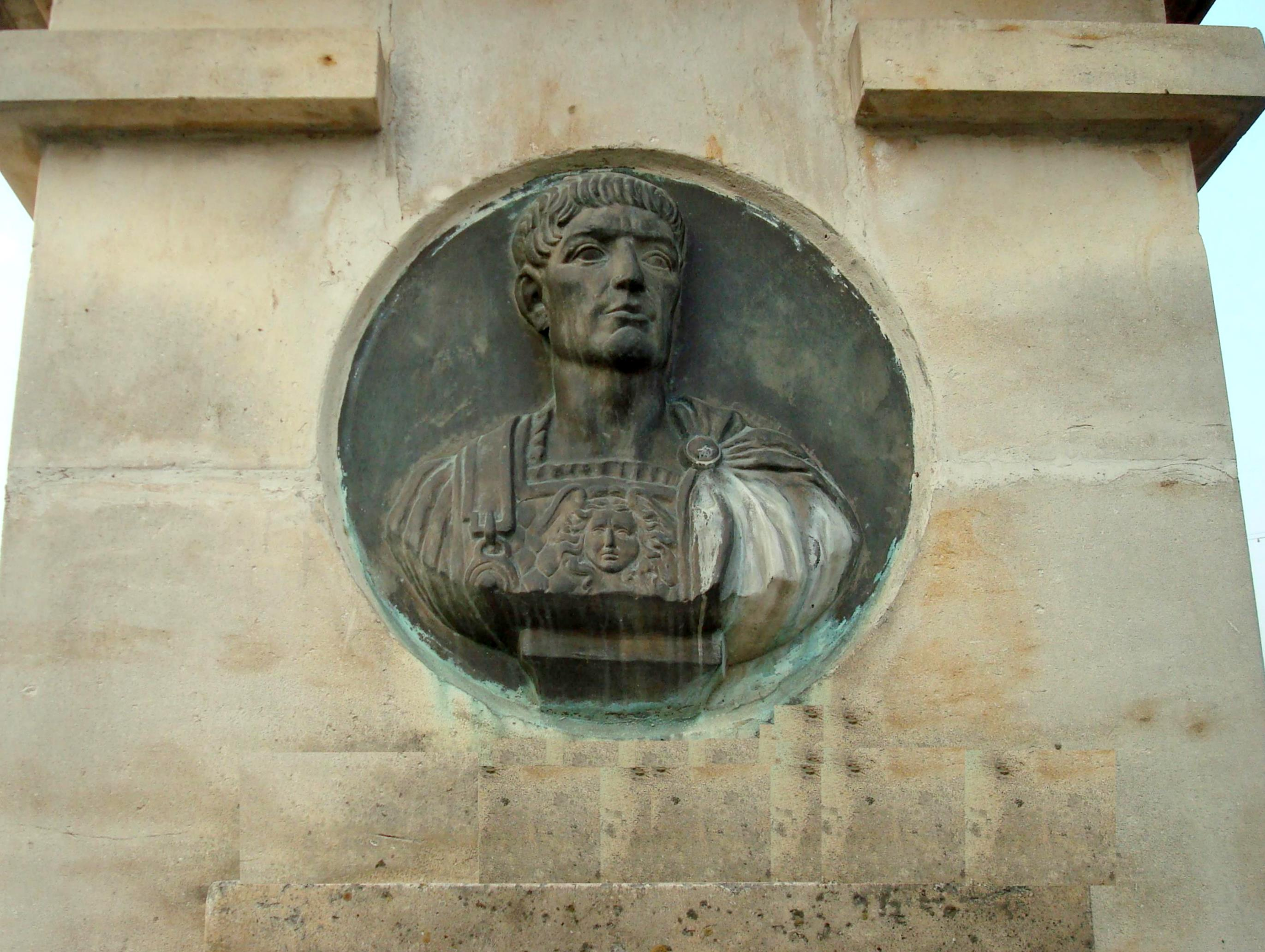
Lupa Capitolina (detaliu, Piaţa Romană)
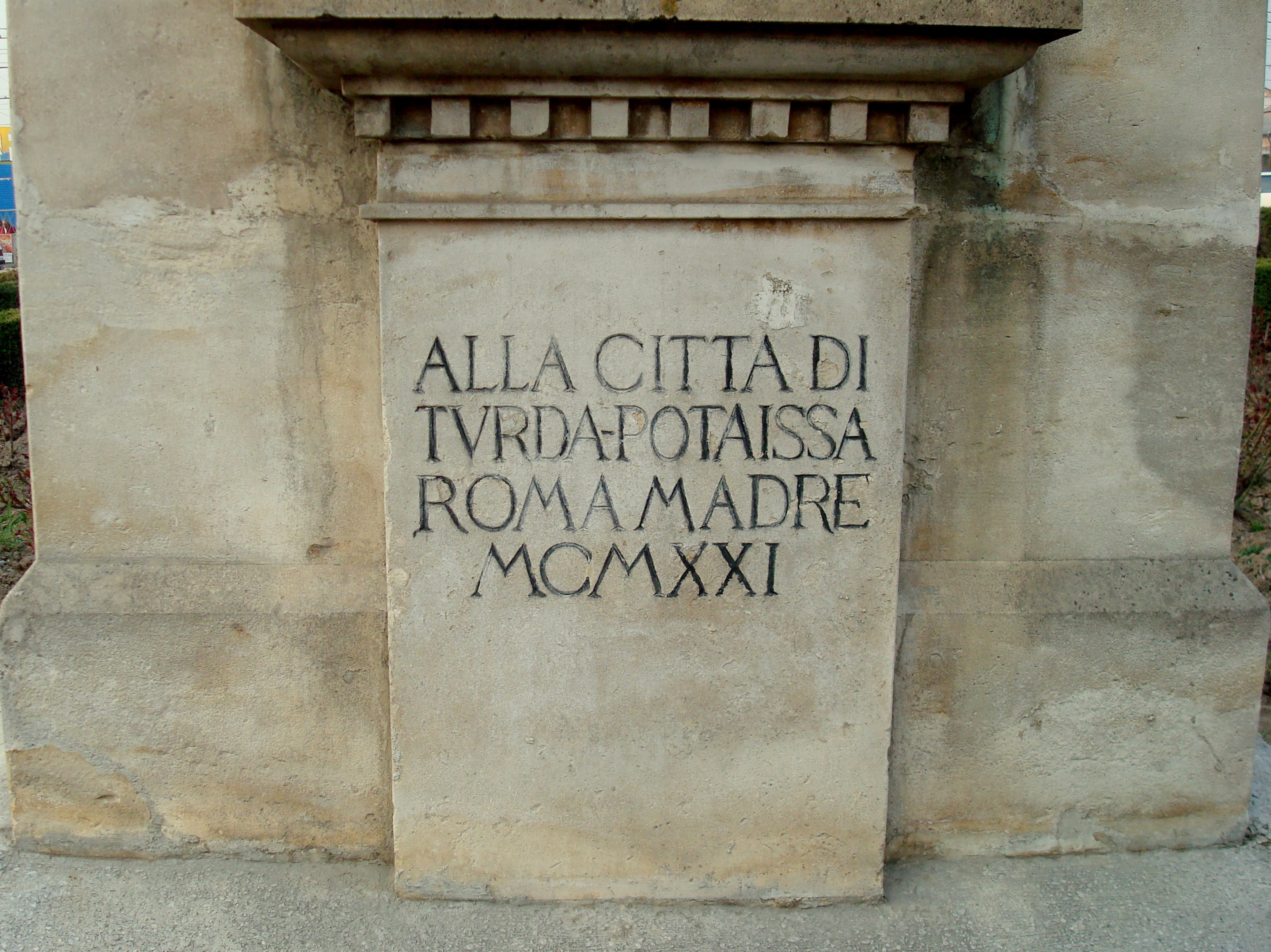
Lupa Capitolina (inscripţia de pe soclu; Piaţa Romană)